# Lijst van voetbalinterlands Sao Tomé en Principe - Sierra Leone
Deze lijst van voetbalinterlands is een overzicht van alle officiële voetbalwedstrijden tussen de nationale teams van Sao Tomé en Principe en Sierra Leone. De Afrikaanse landen speelden tot op heden zes keer tegen elkaar. De eerste wedstrijd was een kwalificatieduel voor het Wereldkampioenschap voetbal 2002 op 8 april 2000 in Sao Tomé. Het laatste duel, een kwalificatiewedstrijd voor de Afrika Cup 2023, werd gespeeld in Agadir (Marokko) op 26 maart 2023.

## Wedstrijden
| № | Plaats   | Datum            | Competitie                   | Wedstrijd                           | Uitslag |
| - | -------- | ---------------- | ---------------------------- | ----------------------------------- | ------- |
| 1 | Sao Tomé | 8 april 2000     | WK 2002 kwalificatie         | Sao Tomé en Principe – Sierra Leone | 2 – 0   |
| 2 | Freetown | 22 april 2000    | WK 2002 kwalificatie         | Sierra Leone − Sao Tomé en Principe | 4 − 0   |
| 3 | Sao Tomé | 29 februari 2012 | Afrika Cup 2013 kwalificatie | Sao Tomé en Principe − Sierra Leone | 2 − 1   |
| 4 | Freetown | 16 juni 2012     | Afrika Cup 2013 kwalificatie | Sierra Leone − Sao Tomé en Principe | 4 − 2   |
| 5 | Agadir   | 22 maart 2023    | Afrika Cup 2023 kwalificatie | Sierra Leone − Sao Tomé en Principe | 2 − 2   |
| 6 | Agadir   | 26 maart 2023    | Afrika Cup 2023 kwalificatie | Sao Tomé en Principe − Sierra Leone | 0 − 2   |

## Samenvatting
| Competitie              | Totaal gespeeld | Winst Sao Tomé en Principe | Gelijk | Winst Sierra Leone | Doelsaldo Sao Tomé en Principe – Sierra Leone |
| ----------------------- | --------------- | -------------------------- | ------ | ------------------ | --------------------------------------------- |
| WK-kwalificatie         | 2               | 1                          | 0      | 1                  | 2 − 4                                         |
| Afrika Cup-kwalificatie | 4               | 1                          | 1      | 2                  | 6 − 9                                         |
| Totaal                  | 6               | 2                          | 1      | 3                  | 8 − 13                                        |

FSF · 
Santomees vrouwenelftal
Interlands
Tegenstander:
Angola ·
Benin ·
Centraal-Afrikaanse Republiek ·
Congo-Brazzaville ·
Equatoriaal-Guinea ·
Ethiopië ·
Gabon ·
Ghana ·
Guinee-Bissau ·
Kaapverdië ·
Kameroen ·
Lesotho ·
Liberia ·
Libië ·
Madagaskar ·
Malawi ·
Marokko ·
Mauritius ·
Namibië ·
Nigeria ·
Oeganda ·
Sierra Leone ·
Soedan ·
Togo ·
Tsjaad ·
Tunesië ·
Zuid-Afrika ·
Zuid-Soedan
SLFA · 
A-internationals · 
Sierra Leoons vrouwenelftal
1966 – 1979 · 
1980 – 1989 · 
1990 – 1999 · 
2000 – 2009 · 
2010 – 2019 ·
2020 − 2029
Algerije ·
Angola ·
Benin ·
Burkina Faso ·
Burundi ·
China ·
Comoren ·
Congo-Brazzaville ·
Congo-Kinshasa ·
Djibouti ·
Egypte ·
Equatoriaal-Guinea ·
Ethiopië ·
Gabon ·
Gambia ·
Ghana ·
Guinee ·
Guinee-Bissau ·
Irak ·
Iran ·
Ivoorkust ·
Jordanië ·
Kaapverdië ·
Kameroen ·
Kenia ·
Lesotho ·
Liberia ·
Malawi ·
Mali ·
Marokko ·
Mauritanië ·
Niger ·
Nigeria ·
Sao Tomé en Principe ·
Senegal ·
Seychellen ·
Soedan ·
Somalië ·
Swaziland ·
Togo ·
Tsjaad ·
Tunesië ·
Zambia ·
Zuid-Afrika